# Takahiro Okubo
Takahiro Okubo (Shizuoka, 29 april 1974) is een voormalig Japans voetballer.

## Carrière
Takahiro Okubo speelde tussen 1997 en 1998 voor Yokohama Flügels.

## Statistieken
| Japan   | Japan            | Japan       | League | League | Emperor's Cup | Emperor's Cup | J-League Cup | J-League Cup | Totaal | Totaal |
| Seizoen | Club             | League      | Wed.   | Goals  | Wed.          | Goals         | Wed.         | Goals        | Wed.   | Goals  |
| ------- | ---------------- | ----------- | ------ | ------ | ------------- | ------------- | ------------ | ------------ | ------ | ------ |
| 1997    | Yokohama Flügels | J. League 1 | 2      | 0      | 0             | 0             | 0            | 0            | 2      | 0      |
| 1998    | Yokohama Flügels | J. League 1 | 5      | 0      | 0             | 0             | 0            | 0            | 5      | 0      |
| Totaal  | Totaal           | Totaal      | 7      | 0      | 0             | 0             | 0            | 0            | 7      | 0      |